# 富良野道路
富良野道路（ふらのどうろ）は、北海道富良野市を通る自動車専用道路（国道38号バイパス）である。
地域高規格道路「旭川十勝道路」の一部であり、北の峰ICから旭川方面は「富良野北道路」として事業中である。

## 路線データ
- 起点：北海道富良野市学田三区[1][新聞 1]
- 終点：北海道富良野市上五区[1][新聞 1]
- 全長：8.3 km[1]
- 道路幅員：13.5 m[1]
- 規格：第1種第3級[1]
- 設計速度：80 km/h[1][新聞 1]
- 車線数：完成2車線[1][新聞 1]
- 車線幅員：3.5 m[新聞 1]
- 開通：2018年（平成30年）11月24日[3][新聞 1]

## 歴史
- 2002年（平成14年）：事業化[1]。
- 2006年（平成18年）：工事着工[1][新聞 1]。
- 2018年（平成30年）11月24日：開通[4][3][新聞 1]。

## インターチェンジ
- IC番号欄の背景色が■である部分については道路が供用済みの区間を示している。また、施設名欄の背景色が■である部分は施設が供用されていない、または完成していないことを示す。
- 英略字のICはインターチェンジを示す。

| IC 番号                  | 施設名                   | 接続路線名                | 起点 から (km)           | 備考                     | 所在地                   | 所在地                   |
| 富良野北道路（旭川方面） | 富良野北道路（旭川方面） | 富良野北道路（旭川方面）  | 富良野北道路（旭川方面） | 富良野北道路（旭川方面） | 富良野北道路（旭川方面） | 富良野北道路（旭川方面） |
| ------------------------ | ------------------------ | ------------------------- | ------------------------ | ------------------------ | ------------------------ | ------------------------ |
|                          | 北の峰IC                 | 国道38号                  | 0.0                      |                          | 上川総合振興局           | 富良野市                 |
|                          | 富良野IC                 | 北海道道985号山部北の峰線 |                          |                          | 上川総合振興局           | 富良野市                 |
|                          | 布部IC                   | 国道38号                  | 8.3                      |                          | 上川総合振興局           | 富良野市                 |

## 路線状況

### 車線・最高速度・料金
| 区間              | 車線 上下線=上り線+下り線 | 最高速度 | 料金 |
| ----------------- | ------------------------- | -------- | ---- |
| 北の峰IC - 布部IC | 2=1+1                     | 80 km/h  | 無料 |

※トンネルが上下線で1本の対面通行のため、トンネルとその前後区間の最高速度は70 km/hとなっている。

### 道路施設

#### 主なトンネルと橋
- 新学田こ線橋[1]
- 水車川橋[1]
- 北の峰トンネル (2,928 m)[1]
- 四線川橋[1]
- 五区一号沢橋[1]
- 八線川橋[1]

### 交通量
24時間交通量（台） 道路交通センサス
| 区間                | 令和3（2021）年度 |
| ------------------- | ----------------- |
| 北の峰IC - 富良野IC | 854               |
| 富良野IC - 布部IC   | 1,696             |

（出典：「令和3年度全国道路・街路交通情勢調査」（国土交通省ホームページ）より一部データを抜粋して作成）
- 令和2年度に実施予定だった交通量調査は新型コロナウイルス感染症の影響で延期され[5]、翌年度に実施された。

### 新聞記事
1. 1 2 3 4 5 6 7 8  岩崎あんり (2016年11月16日). “富良野道路18年度開通 国交政務官が明言” (日本語). 北海道新聞. どうしんウェブ／電子版（道北） (北海道新聞社).  オリジナルの2016年11月21日時点におけるアーカイブ。 2016年11月21日閲覧。